# Корно (Франция)
Корно́ (фр. Cornot) — коммуна во Франции, находится в регионе Франш-Конте. Департамент — Верхняя Сона. Входит в состав кантона Комбофонтен. Округ коммуны — Везуль.
Код INSEE коммуны — 70175.

## География
Коммуна расположена приблизительно в 290 км к юго-востоку от Парижа, в 55 км севернее Безансона, в 26 км к западу от Везуля.
По территории коммуны протекает река Гуржона, правый приток Соны.

## Население
Население коммуны на 2010 год составляло 148 человек.
| 1962 | 1968 | 1975 | 1982 | 1990 | 1999 | 2010 |
| ---- | ---- | ---- | ---- | ---- | ---- | ---- |
| 194  | 183  | 159  | 145  | 158  | 159  | 148  |

## Экономика

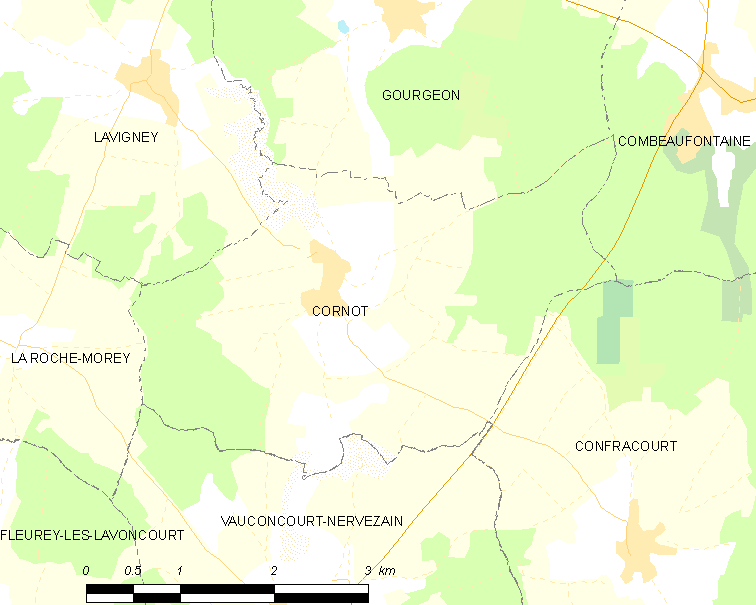
Карта коммуны

В 2010 году среди 91 человека трудоспособного возраста (15—64 лет) 61 были экономически активными, 30 — неактивными (показатель активности — 67,0 %, в 1999 году было 62,8 %). Из 61 активных жителей работали 58 человек (32 мужчины и 26 женщин), безработных было 3 (1 мужчина и 2 женщины). Среди 30 неактивных 7 человек были учениками или студентами, 11 — пенсионерами, 12 были неактивными по другим причинам.